# 外国人参政権反対デモ
外国人参政権反対デモ（がいこくじんさんせいけんはんたいデモ）とは日本国内で日本における外国人参政権を在日外国人に授与する事に反対する事を目的として実施されているデモ活動。このデモ活動は在日特権を許さない市民の会などといった行動する保守団体によって実施されている。
WILL2013年2月号の記事（緊急激論西村幸祐×安田浩一「ネトウヨ亡国論」に異議あり！）によると民主党政権で外国人参政権が実現しなかったのは在特会による抗議活動の成果であるとの事。